# ATK motorcycles
ATK motorcycles é uma companhia motociclística estadunidense, sediada em Centerville, Utah. 

## História
A companhia foi fundada nos anos 80 pelo austríaco naturalizado estadunidense Horst Leitner.